# Jurica Vučko
Jurica Vučko (Split, Yugoslavia, 8 de octubre de 1976) es un exfutbolista croata, se desempeñaba como delantero y disputó gran parte de su carrera deportiva en España.

## Clubes
| Club         | País    | Año         | Partidos | Goles |
| Hajduk Split | Croacia | 1995 - 2000 | 104      | 37    |
| CD Alavés    | España  | 2000 - 2002 | 28       | 2     |
| UD Salamanca | España  | 2002 - 2003 | 12       | 3     |
| CD Alavés    | España  | 2003 - 2004 | 30       | 2     |
| Poli Ejido   | España  | 2004 - 2006 | 35       | 5     |
| Hajduk Split | Croacia | 2006 - 2007 | 8        | 0     |
| Tianjin Teda | China   | 2007        | 7        | 2     |

- Datos: Q3231903